# محوطه دکالی
محوطه دکالی (دوکالی) مربوط به هزاره سوم قبل از میلاد است و در شهرستان ایرانشهر، بخش بمپور، دهستان بمپور غربی، ۳ کیلومتری شمال غرب شهر بمپور واقع شده و این اثر در تاریخ ۲۶ اسفند ۱۳۸۷ با شمارهٔ ثبت ۲۵۹۲۲ به‌عنوان یکی از آثار ملی ایران به ثبت رسیده است.